# Ali Hallab
Ali Hallab (født 4. april 1981 i Mantes-la-Jolie) er en fransk amatørbokser, som konkurrerer i vægtklassen bantamvægt. Hallab fik sin olympiske debut da han repræsenterede Frankrig under Sommer-OL 2004. Han repræsenterede Frankrig under Sommer-OL 2008, hvor han blev slået ud i første runde af Akhil Kumar fra Indien i samme vægtklasse. Han deltog også i VM i 2005 i Mianyang, Kina hvor han vandt en bronzemedalje.